# Chiesa di Santa Maria Assunta (Orgiano)
La chiesa di Santa Maria Assunta è la parrocchiale di Orgiano, in provincia e diocesi di Vicenza; fa parte del vicariato di Noventa Vicentina-Riviera Berica.

## Storia

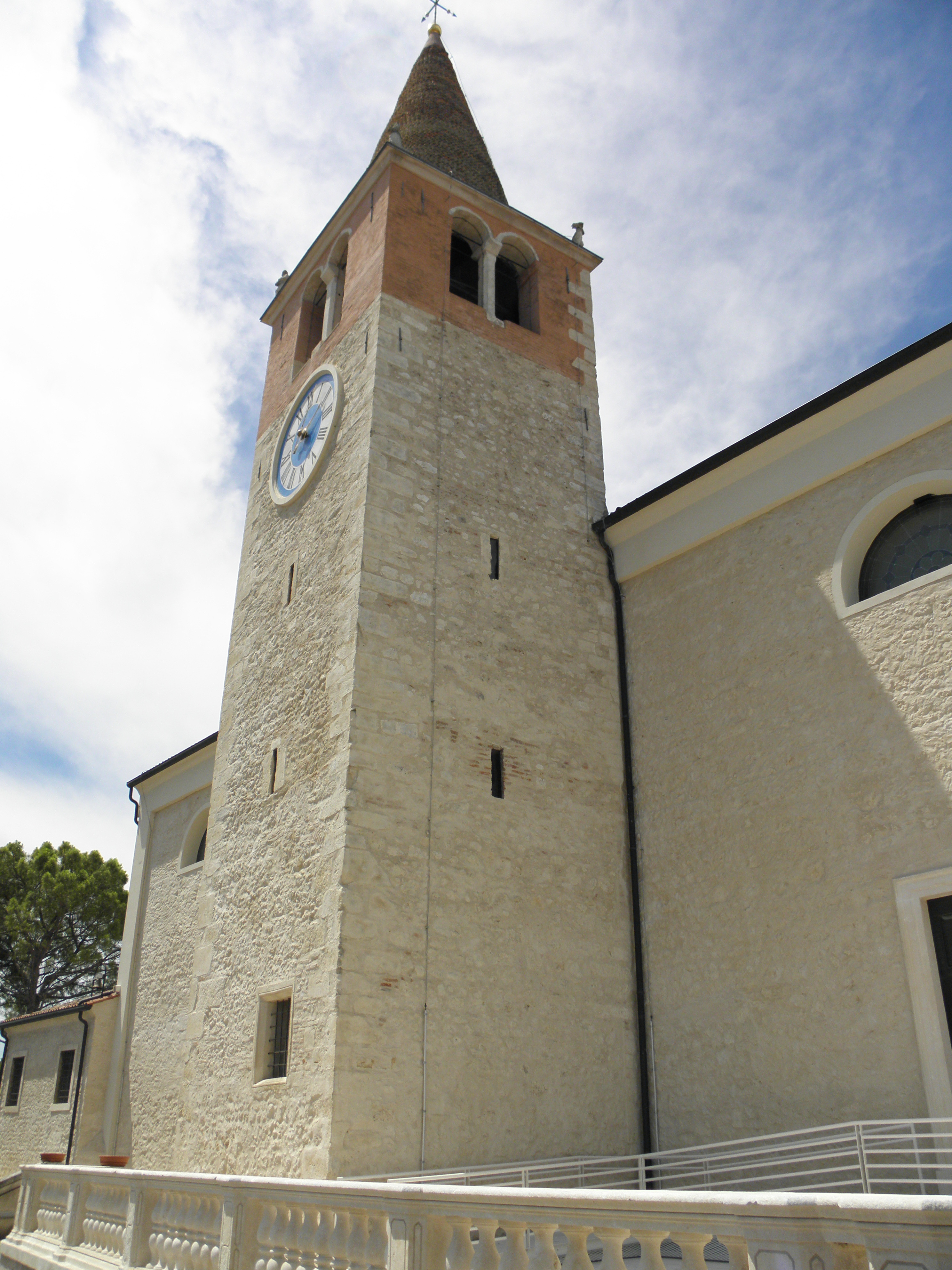
Il campanile

Le prime menzioni di una chiesa ad Orgiano dedicata a santa Maria Assunta risalgono al XIII secolo; questa chiesa era sede di un collegio di canonici.
Dalle relazioni delle visite pastorali avvenute nei secoli XV e XVI si apprende che la chiesa orgianese era molto importante; in un documento del 1530 si legge che la chiesa e il campanile erano stati riedificati di recente.
Nel 1560 la cura d'anime venne affidata ai monaci olivetani provenienti dalla chiesa di Sant'Elena di Venezia.
L'attuale parrocchiale venne costruita nel 1740 ed ingrandita nel 1859; nel frattempo, nel 1770 i monaci avevano lasciato la chiesa.
L'edificio fu interessato nel 2011 da un intervento di restauro che interessò il tetto e i muri.

## Descrizione
Per accedere al chiesa, che è posizionata su un rilievo, si devono salire ottantuno scalini.
Accanto alla chiesa sorge il campanile, a base quadrata, che presenta quattro bifore ed altrettante statue.
L'interno è ad un'unica navata; l'aula termina con il presbiterio, rialzato di qualche gradino e chiuso dall'abside rivolta a ponente. Opere di pregio qui conservate sono il quadro ritraente i Santi Carlo e Antonio Abate, dipinta da Alessandro Maganza, l'altare maggiore, in marmo di Carrara, la pala raffigurante la Beata Vergine Maria con San Giuseppe ed il Bambino, realizzata da Bartolomeo Montagna, e le due statue i cui soggetti sono San Paolo di Tarso e San Pietro Apostolo.